# 祝世凤
祝世凤（1905年—1978年），湖北省麻城县人，中国人民解放军将领、中国人民解放军开国少将。

## 生平
1927年参加黄麻起义，1928年参加中国工农红军，1931年加入中国共产党。第一次国共内战时期，任红四方面军第四军第十师第二十九团排长、连政治指导员，红四方面军第三十一军第九十三师政治部组织科科长，第九十一师第二七六团政治处主任。抗日战争时期，任新四军第四支队第八团营政治教导员，新四军挺进团政治委员，淮南津浦路东联防司令部政治部主任，新四军第二师第五旅第十三团政治委员，第五旅政治部主任。
第二次国共内战时期，任延边军分区副政治委员兼旅政治部主任，警备第一旅政治部主任，吉北军分区副政治委员兼政治部主任，东北野战军独立第六师副政治委员，第四野战军第四十三军第一五六师政治委员，江西军区九江军分区司令员。
中华人民共和国成立后，任江西军区九江军分区第二政治委员，江西军区干部部副部长、部长，江西省军区第二副政治委员。1955年，授予中国人民解放军少将。